# Berenice Montes Estrada
Berenice Montes Estrada (15 de septiembre de 1978) es una política mexicana, integrante del Partido Acción Nacional (PAN). Ha sido presidenta municipal de Victoria, Guanajuato y diputada federal para el periodo de 2021 a 2024.

## Biografía
Es técnico superior universitario en Administración por la Universidad Tecnológica del Norte de Guanajuato, licenciada en Administración por la Universidad Interactiva y a Distancia del Guanajuato y maestra en Administración y políticas con enfoque en gestión política.
Miembro del PAN desde 1996, de aquel año al de 1998 fue secretaria de Acción Juvenil y de 1998 a 2001 de Promoción Política de la Mujer, del comité municipal del PAN en Victoria, en 1999 había sido secretaria en la Jefatura de Sector n.º 27 de Educación Primaria. De 2003 a 2006 fue directora general del Sistema DIF municipal de Victoria y durante el mismo periodo, diputada federal suplente de Armando Rangel Hernández, sin haber llegado nunca a ejercer la diputación.
De 2006 a 2009 fue subjefa de Eficiencia Financiera en la Unidad de Servicios de Apoyo a la Educación de la Secretaría de Educación de Guanajuato, y de 2009 a 2012 fue regidora del ayuntamiento de Victoria, presidido dicho periodo por Fausto Camacho Cabrera, y de 2012 a 2013 fue coordinadora de Zona en la Secretaría de Fortalecimiento Interno del comité estatal del PAN. De 2013 a 2017 fue jefa de Unidad de Servicios de Apoyo a la Educación y en 2017 fue coordinadora de Convivencia e Integración de la Comunidad Educativa, ambas en la Secretaría de Educación de Guanajuato.
En las elecciones estatales de 2018 fue candidata del PAN a presidenta municipal de Victoria, siendo elegida para el periodo de 2018 a 2021. En las elecciones federales de 2021 fue postulada como candidata a diputada federal por el Distrito 1 de Guanajuato. Logró ser elegida con el 31.97% de los votos, para la LXV Legislatura que concluyó en 2024. En la Cámara de Diputados fue secretaria de la comisión de Trabajo y Previsión Social; e integrante de las comisiones de Igualdad de Género; y, de Pueblos Indígenas y Afromexicanos.